# Redualdo da Ânglia Oriental

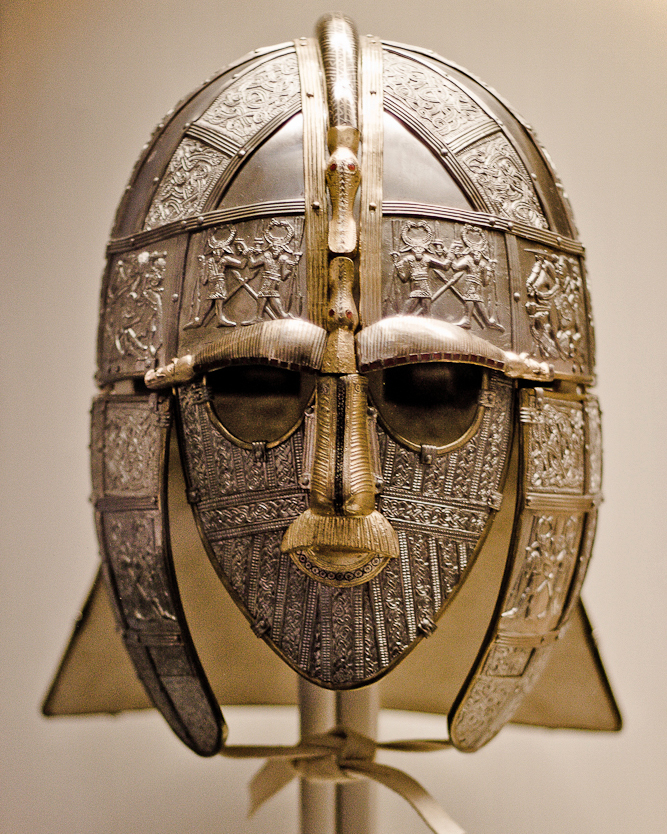
Uma réplica do capacete Sutton Hoo, cujo original pode ter pertencido a Rædwald

Redualdo (em latim: R(a)edualdus; do inglês antigo Raedwald, "o poder no conselho") foi um rei da Ânglia Oriental do século VII, um reino anglo-saxão de longa duração que hoje inclui os condados ingleses de Norfolk e Suffolk. Ele era o filho de Titila da Ânglia Oriental e membro da dinastia Wuffingas (em homenagem a seu avô, Wuffa), que foram os primeiros reis dos anglos orientais. Os detalhes sobre o reinado de Redualdo são escassos, principalmente porque as invasões viquingues do século IX destruíram os mosteiros da região, onde muitos documentos teriam sido mantidos. Redualdo reinou de meados de 599 até sua morte, em meados de 624, inicialmente sob a suserania da Etelberto de Kent. Em 616, como resultado da luta contra a batalha do rio Idle e da derrota de Etelfrido da Nortúmbria, ele foi capaz de instalar Eduíno, que era submisso a sua autoridade, como o novo rei da Nortúmbria. Durante a batalha, tanto Etelfrido quanto o filho de Redualdo, Rægenhere, foram mortos.
A partir de meados de 616, Redualdo foi o mais poderoso dos reis ingleses ao sul do rio Humber. De acordo com Beda, ele foi o quarto governante a deter um imperium sobre os demais reinos anglo-saxões do sul: ele é referido na Crônica Anglo-Saxônica, escrita séculos após sua morte, como um Bretwalda (um termo que significa, em inglês antigo, "governante da Grã-Bretanha" ou "grande-governante"). Ele foi o primeiro dos rei dos anglos orientais a se tornar cristão, convertendo a corte de Etelberto algum tempo antes de 605, mantendo, ao mesmo tempo, um templo pagão. Ao receber a fé, ele ajudou a garantir a sobrevivência do cristianismo na Ânglia Oriental durante a apostasia dos reinos anglo-saxões de Essex e Kent. Ele é geralmente considerado pelos historiadores como o ocupante mais provável do túmulo de Sutton Hoo, embora outras teorias tenham sido desenvolvidas.